# Vaugirard (Seine)
Pour les articles homonymes, voir Vaugirard.
Vaugirard est une ancienne commune française du département de la Seine faisant partie des quatre communes dont le territoire a été entièrement annexé à Paris par la loi du 16 juin 1859 (avec Grenelle qui lui est limitrophe et Belleville et La Villette dans le nord-est de Paris) lors de l'extension des limites communales de Paris à l'enceinte de Thiers. Elle est aujourd'hui intégrée pour sa majeure partie au 15e arrondissement de Paris qui a d'ailleurs repris son nom. La rue de Vaugirard à Paris, en intégrant l'ancienne rue principale du village, est devenue la plus longue de la ville, allant du boulevard Saint-Michel à la place de la Porte-de-Versailles.

## Historique

### Préhistoire
Lors de fouilles effectuées en 1903, rue du Hameau, ont été découverts quelques silex taillés, un bois de cervidé, une hache moustérienne et une coquille de pétoncle percée d’un trou pour être portée suspendue comme bijou ou amulette.

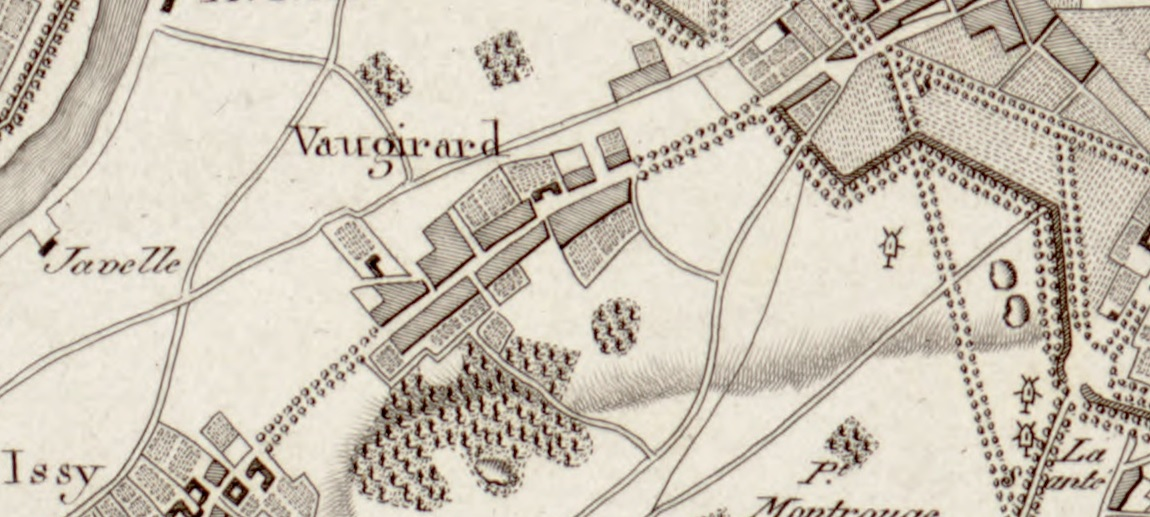
Plan de l'agglomération de Vaugirard en 1805.

### Antiquité
Sur le même site de fouilles, une nécropole  a été mise au jour. Elle est constituée de plusieurs fosses contenant des poteries romaines, des vases funéraires remplis d’ossements humains, une meule romaine et une monnaie en bronze à l’effigie d’Hadrien.
En 1894, un autre nécropole, estimée d’époque romaine, est découverte rue de Dantzig. Des vases anciens, neuf squelettes humains et des pièces en bronze ont été mis au jour.

### Sous l'Ancien Régime
Au XIIIe siècle, 300 habitants s'étaient rapprochés des terres cultivées par les moines. En mémoire de l'abbé Gérard de Moret, prieur de l'abbaye de Saint-Germain-des-Prés sous saint Louis qui y avait fondé une maison de campagne pour ses moines en 1256, cet endroit jusqu'alors dénommé « Valboistron » ou « Vauboitron » devint le « Val Gérard » puis « Vaugirard »,. Le vocable « Valboistron » serait formé des mots « vallis », « bos » et « stare » indiquant une vallée occupée par des étables bovines.
En 1340, Vaugirard n'avait encore, comme lieu de culte, que la petite chapelle située dans ce domaine monastique. Alléguant la distance qui les séparait de leur église paroissiale située à Issy, les habitants obtinrent d'abord de l'abbé Jean de Précy la permission, en 1341, de bâtir une chapelle publique. Avec l'appui de Simon de Buci (en particulier pour le dédommagement du curé d'Issy), les habitants obtinrent peu après de l'évêque de Paris, le 23 février 1342, l'érection d'une véritable paroisse. La nouvelle chapelle, ainsi devenue première église paroissiale de Vaugirard et dédiée à Notre Dame, occupait l'ancienne place Saint-Lambert (devenue en 1937 place Henri-Rollet). Agrandie plusieurs fois, dépouillée de ses ornements et transformée en magasin de fourrages sous la Révolution, ébranlée, en 1794, par l'explosion de la poudrerie de Grenelle qui en décale trois piliers, elle est décrite en 1842 par son curé comme ayant « un aspect pauvre et désagréable » tel qu'elle « n'intéresse plus que les âmes pieuses », tant et si bien qu'elle est remplacée par l'actuelle église Saint-Lambert et rasée en 1854.
Pendant la première quinzaine d'avril 1360, Vaugirard fait partie des villages occupés par les troupes du roi d'Angleterre Édouard III, venues mettre brièvement le siège devant Paris à la fin de leur chevauchée de 1359-1360, épisode de la guerre de Cent Ans.
Pendant les guerres de Religion, nouveau siège de Paris et nouvelle occupation de Vaugirard par l'armée assiégeante, cette fois celle d'Henri IV, qui y campe dès fin octobre 1589.
Le 4 décembre 1673, madame de Sévigné décrit ainsi la retraite dans laquelle, depuis 1670, la veuve Scarron élève les enfants que la marquise de Montespan a donnés au roi Louis XIV : « au fin fond du faubourg Saint-Germain […] quasi auprès de Vaugirard, dans la campagne ». Mais ce « quasi auprès de Vaugirard », même si la « croix de Vaugirard » (actuel carrefour des rues du Cherche-Midi et de Vaugirard) n'est plus très loin, n'est pas encore Vaugirard. C'est même par erreur qu'on identifie parfois la maison de madame Scarron, dont l'accès était à l'actuel no 108 de la rue de Vaugirard, avec l'hôtel de Turenne, construit seulement 40 ans plus tard et qui subsiste, quoique surélevé, un peu plus loin, au niveau du no 132 ; à l'emplacement de cet hôtel particulier, comme le montre le plan de Jouvin de Rochefort, rien n'est encore construit en 1672 et c'est là seulement que commence la campagne de Vaugirard. Madame Scarron ne s'était donc pas retirée, comme on l'écrit parfois, avec les enfants du roi, « à Vaugirard » mais à Paris, dans l'une des dernières maisons de la rue de Vaugirard.
Jusqu’à la Restauration, Vaugirard est un village avec ses fermes, ses terres de labours, son maraîchage autour du village et vers Paris, vignes sur les pentes au sud de la Grande Rue. Vaugirard comprend également quelques exploitations de sable et d’argile (brique de Vaugirard) en plaine, et, au sud-est du village des carrières de calcaire à ciel ouvert mais aussi des moulins, des auberges et des relais de poste. Vers 1777, une manufacture de produits chimiques s’installe au moulin de Javel, en bord de Seine où, à côté d’une guinguette, un bac permettait d’aller à Auteuil.
Le village de Vaugirard qui croît de 700 habitants à près de 2 000 au cours du XVIIIe siècle, est surtout marqué par de belles résidences avec jardins : maisons de campagne des Théatins, des prêtres de Saint-Sulpice, des petits Augustins, du séminaire des Trente-Trois, château des marquis de Feuquières.
En 1763, Marie-Anne Botot, dite Mlle Dangeville la jeune, actrice de la Comédie-Française, renonce à la scène et se retire à Vaugirard dans la maison que lui a procurée son protecteur, le duc de Praslin, où elle reçoit régulièrement, pendant plus de vingt ans, artistes et littérateurs. Ainsi, dix ans après sa retraite, « Les Comédiens François ayant toujours conservé une estime particulière pour Mlle Dangeville qui a fait les beaux jours de leur théâtre pendant trente-trois ans (...) ont célébré sa fête le 15 d’Août, à sa maison de Vaugirard, en lui donnant une représentation de la Partie de chasse de Henri IV, sur un petit théâtre construit dans un des bosquets de son jardin. L’illusion était complète, surtout au second acte, où la forêt étoit représentée par la nature … »,.

### À partir des années 1780
Dans les années 1780, le village est séparé de Paris par le mur des Fermiers généraux. Plusieurs barrières permettent d'entrer dans Paris depuis Vaugirard. Les principales sont : la barrière de Vaugirard, sur la grande rue de Vaugirard, la barrière de Sèvres, sur la route de Sèvres (rue Lecourbe) et la barrière de Grenelle sur la route d'Issy (rue de Lourmel). Profitant de l'avantage de n'être pas soumises à l'octroi, les guinguettes se multiplient hors les murs. Au début du XIXe siècle Touchard-Lafosse peut écrire de Vaugirard :

« Peu des habitans de ce bourg sont étrangers à l'industrie tumultueuse des maisons appelées guinguettes. Le peuple de la rive gauche se rend en foule, le dimanche, à Vaugirard. Ce lieu offre assurément les plus bruyantes des saturnales hebdomadaires que la classe ouvrière célèbre aux barrières. L'hiver on danse dans de vastes salons, où tous les genres d'ivresse se confondent et s'affichent; l'été, le gazon et les ombrages des jardins sont témoins de la joie obscène des habitués de guinguette. »

Peu après la sortie de Paris par la barrière de Sèvres, au 53 de la rue de Sèvres ouvre, à partir de 1765, à l'enseigne du Grand salon, le bal Ragache. Cadre d'innombrables mariages et banquets, il est en particulier le lieu de la fête donnée par Marie-Anne et Jean-Honoré Fragonard pour leur mariage, célébré le 17 juin 1769 en l'église de Vaugirard. Le sculpteur David d'Angers y offre à la typographie parisienne sa statue de Gutenberg. Gambetta, Jules Vallès, Vésinier, Rochefort le fréquentent et y animent de nombreuses réunions politiques. Le bal Ragache sera rasé en 1885 pour le percement de la rue des Volontaires.
La commune de Vaugirard est officiellement créée en 1789. Au cours de la Révolution française, elle porte provisoirement le nom de « Jean-Jacques-Rousseau ».
En 1824, Léonard Violet et Alphonse Letellier, alors conseillers municipaux de Vaugirard, font l'acquisition sur le territoire de la commune de près de 105 ha de terrain dans la plaine de Grenelle, en vue de les lotir. Nommé non sans ambition « Beaugrenelle » par ses fondateurs, puis rebaptisé plus modestement par la suite de son nom d'origine « Grenelle », le lotissement Violet, d'une ampleur exceptionnelle, se construit entre la Seine et la rue de la Croix-Nivert, et au nord jusqu'à l'enceinte des Fermiers généraux.
En 1830, Grenelle fait sécession de la commune de Vaugirard et se constitue en commune indépendante. En 1836, malgré la scission de Grenelle, Vaugirard compte 2 000 habitants de plus qu'en 1825 (8 842 habitants en 1836 contre 6 500 habitants en 1825), ce qui témoigne d'un fort dynamisme démographique (+ 36 %).
Au milieu du XIXe siècle un petit groupe de peintres, parmi lesquels Léon Loire (1821-1898), Eugène Villain (1821-1897) et Jean-Baptiste Fauvelet (1819-1883), constitue l'« école de Vaugirard ». Le plus célèbre d'entre eux reste, avec son demi-frère Léon Bonvin (1834-1866), le peintre et graveur François Bonvin (1817-1887), dont les parents tenaient, à Vaugirard, un « cabaret […] bien connu de la petite colonie artistique » locale, c'est pourquoi François Bonvin se présentait volontiers comme un « gamin de Vaugirard ».
En 1860, Vaugirard est l'une des quatre communes entièrement annexées par Paris (les trois autres étant Belleville, Grenelle et La Villette) et a été incorporée pour l'essentiel au sein du 15e arrondissement de la capitale. La partie du hameau de Plaisance, comprise dans l'ancienne commune, située entre la voie ferrée Paris-Versailles-Rive Gauche et la rue de Vanves qui s'était urbanisée depuis la fin des années 1830, a été rattachée au 14e arrondissement. L'autre partie de ce quartier comprise dans la commune de Montrouge a été annexée en même temps à cet arrondissement. La mairie de Vaugirard a cédé la place à la mairie du 15e arrondissement.

Limites communales de 1859 reportées sur un plan moderne.
Répartition du territoire communal en 1859 entre les quartiers administratifs parisiens.

## Évolution démographique
| 1793  | 1800  | 1806  | 1821  | 1831  | 1836  | 1841  | 1846   | 1851   | 1856   |
| ----- | ----- | ----- | ----- | ----- | ----- | ----- | ------ | ------ | ------ |
| 2 762 | 2 023 | 2 600 | 4 398 | 6 695 | 8 842 | 9 817 | 13 686 | 15 515 | 26 223 |

## Personnalités liées à Vaugirard avant 1860
- Gérard de Moret, abbé de Saint-Germain-des-Prés, en y construisant une maison pour ses moines au XIIIe siècle donne son nom à la localité.
- Simon de Buci (-1369), magistrat parisien, fut d'un soutien déterminant pour l'érection de Vaugirard en paroisse en 1342.
- François de Montholon (ca 1529-1590), garde des sceaux de France, « seigneur et patron »[29] de Vaugirard.
- Jacques Clément (1567-1589), régicide, fut arrêté un instant le 31 juillet 1589, sur le chemin de Saint-Cloud, à Vaugirard[30].
- Jean-Jacques Olier (1608-1657), prêtre, fondateur à Vaugirard en 1642 du premier séminaire de Saint-Sulpice[31].
- Gabriel Nicolas de La Reynie (1625-1709), propriétaire, à Vaugirard, d'une maison dont on disait les jardins dessinés par Le Nôtre.
- Jean-Baptiste de La Salle (1651-1719), prêtre et éducateur, ouvre le 8 octobre 1691 à Vaugirard son premier noviciat (transféré à Paris en 1698)[32].
- Noël Hallé (1711-1781), peintre du roi, eut une maison à Vaugirard[33].
- Marie-Anne Botot Dangeville (1714-1796), actrice, se retira en 1763 à Vaugirard.
- Denis-François Angran d’Alleray (1716-1794), dernier seigneur de Vaugirard.
- Mademoiselle Clairon (1723-1802), actrice, fut inhumée au cimetière de Saint-Sulpice.
- Jean-Honoré Fragonard (1732-1806) et Marie-Anne Gérard (1745-1823), peintres, se marient en 1769 en l'église de Vaugirard[34].
- Barthélémy François Mousin (1738-1820), général, mort à Vaugirard.
- Pierre Paul Nicolas Henrion de Pansey (1743-1829), magistrat et homme politique, eut à Vaugirard une maison de campagne, « retraite chérie » entièrement consacrée au travail et à la méditation[35].
- Jean-Louis Baudelocque (1745-1810), obstétricien, fut inhumé au cimetière de Saint-Sulpice.
- Antoine Pierre Jaubert (1748-1822), député des Bouches-du-Rhône de 1802 à 1808, est mort à Vaugirard.
- Étienne Lainez (1753-1822), chanteur dramatique, est né à Vaugirard.
- Claude-François de Malet (1754-1812), général, fusillé dans la plaine de Grenelle à la suite de son coup d’État manqué contre Napoléon.
- Jacques Taveau (1755-1820), conventionnel, est mort à Vaugirard.
- Jean-Antoine Chaptal (1756-1832), directeur de la poudrerie de Grenelle au moment de son explosion, qui fait, en 1794, des dégâts considérables dans tout Vaugirard (et plus généralement dans tout Paris et alentours).
- Jean-Baptiste Cléry (1759-1809), serviteur de Louis XVI, manque de se faire massacrer, alors qu'il fuit Paris insurgé lors de la Journée du 10 août 1792, à Vaugirard[36].
- Jean Jacques Antoine Caussin de Perceval (1759-1835), professeur d'arabe au Collège de France, a possédé à Plaisance une « propriété d'agrément » ornée d'un ancien moulin dit le « moulin de Beurre », détruite lors du percement de la rue Bourgeois en 1885. Cette rue, la rue du Moulin-de-Beurre et la plus grande partie de la rue de Perceval - ainsi nommée pour honorer les Caussin de Perceval père et fils - disparaîtront à leur tour lors de la construction de la place de Catalogne[37].
- Claude Javogues (1759-1796), conventionnel, fusillé à Grenelle pour avoir pris part à l'affaire du camp de Grenelle et à sa préparation, dans la nuit du 9 au 10 septembre 1796, à l'auberge du Soleil d'or[38].
- Philippe-François Desrues (1761-1821), conventionnel, est né à Vaugirard.
- Jean-Baptiste Drouet (1763-1824), arrêté en 1796 sous l'inculpation d'avoir pris part à la conjuration des Égaux, aurait également participé à la préparation de l'affaire du camp de Grenelle dans la nuit du 9 au 10 septembre 1796, à l'auberge du Soleil d'or[39].
- Nicolas Groult d'Arcy (1763-1843), éducateur, bienfaiteur de Vaugirard, à l'origine de la rue qui porte son nom (rue de l'Abbé Groult).
- Louis Joseph Vichery (1767-1841), général, est blessé au combat d'Issy le 3 juillet 1815 « en avant de Vaugirard ».
- Florian de Kergorlay (1769-1856), député, pair de France, est inhumé au cimetière de Vaugirard[40].
- Eugène François d'Arnauld, baron de Vitrolles (1774-1854), « l'un des plus chauds partisans des Bourbons »[41], libéré de prison par Fouché après la seconde abdication de Napoléon le 22 juin 1815, est arrêté à nouveau par Exelmans dans les jours qui suivent et enfermé « dans une chambre » à Vaugirard, d'où il trouve le moyen de s'évader[42].
- Thérèse-Nicole Desmares (1780-1832), actrice de théâtre française, née à Vaugirard.
- Baptiste Étienne Gautier d'Uzerche (1783-1861), maire de Vaugirard en 1830.
- Charles Angélique François Huchet de La Bédoyère (1786-1815), général, fusillé dans la plaine de Grenelle pour son ralliement à Napoléon pendant les Cent Jours.
- Louis-François de Rohan-Chabot (1788-1833), cardinal, fuyant Paris pendant la Révolution de 1830, est arrêté et hébergé à Vaugirard[43].
- Louis-Joseph Deleuil (1795-1862), opticien, eut son atelier rue des Fourneaux.
- Martin de Bervanger (1795-1864), prêtre, fonde en 1827 l'Œuvre de Saint-Nicolas et l'installe à Vaugirard de 1828 à 1834[44].
- Louis Lambillotte (1797-1855), prêtre et musicologue, s'éteint le 27 février 1855 au Collège de l'Immaculée-Conception à Vaugirard.
- Claude Naissant (1801-1879), architecte de la nouvelle église Saint-Lambert en 1853.
- Jean-Léon Le Prevost (1803-1874), fondateur des Frères de Saint-Vincent-de-Paul, installe pour ses Frères à Vaugirard en 1854 une maison qui est à l'origine de l'église Notre-Dame-de-la-Salette de Paris[45].
- Édouard Damesme (1807-1848), général, est inhumé au cimetière de Vaugirard[46].
- Jean-François Kalekaire (1807-1867), acteur, est né à Vaugirard.
- Paul de Ladmirault (1808-1898), général, et François Certain de Canrobert (1809-1895), maréchal, ont été élèves, à Vaugirard, de l'Association paternelle des chevaliers de Saint-Louis, dirigée par l'abbé Groult[47].
- François Bonvin (1817-1887) et Léon Bonvin (1834-1866), peintres, sont nés à Vaugirard.
- Jean-Baptiste Fauvelet (1819-1883), peintre de l'école de Vaugirard.
- Eugène Villain (1821-1897), peintre, s'installe après son mariage près de sa belle-famille, à Vaugirard.
- Eugène Gautier (1822-1878), violoniste et compositeur, est né à Vaugirard.
- Anatole Le Guillois (1827-1886), journaliste français, est né à Vaugirard.
- Charles Gumery (1827-1871), sculpteur, est né à Vaugirard.
- Léon Cugnot (1835-1894), sculpteur, né à Vaugirard, est inhumé au cimetière de Vaugirard.
- Léon Jonathan (1849-1901), poète, chansonnier et auteur dramatique, est né à Vaugirard.
- Léon Karren (1854-1920), compositeur et chef de musique militaire, est né à Vaugirard.
- Georges Rivière (1855-1943), critique d'art proche des impressionnistes, est né à Vaugirard.
- Adolphe Chérioux (1857-1922), élu local, président du conseil municipal de Paris et président du conseil général de la Seine, est né à Vaugirard.

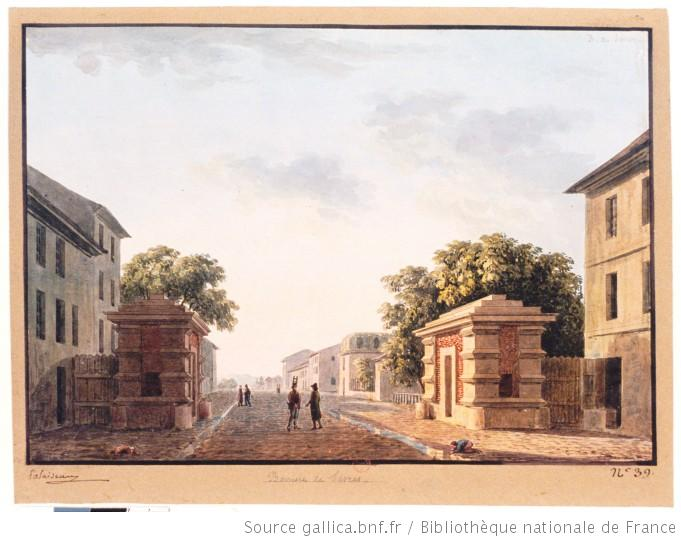
Barrière de Sèvres.
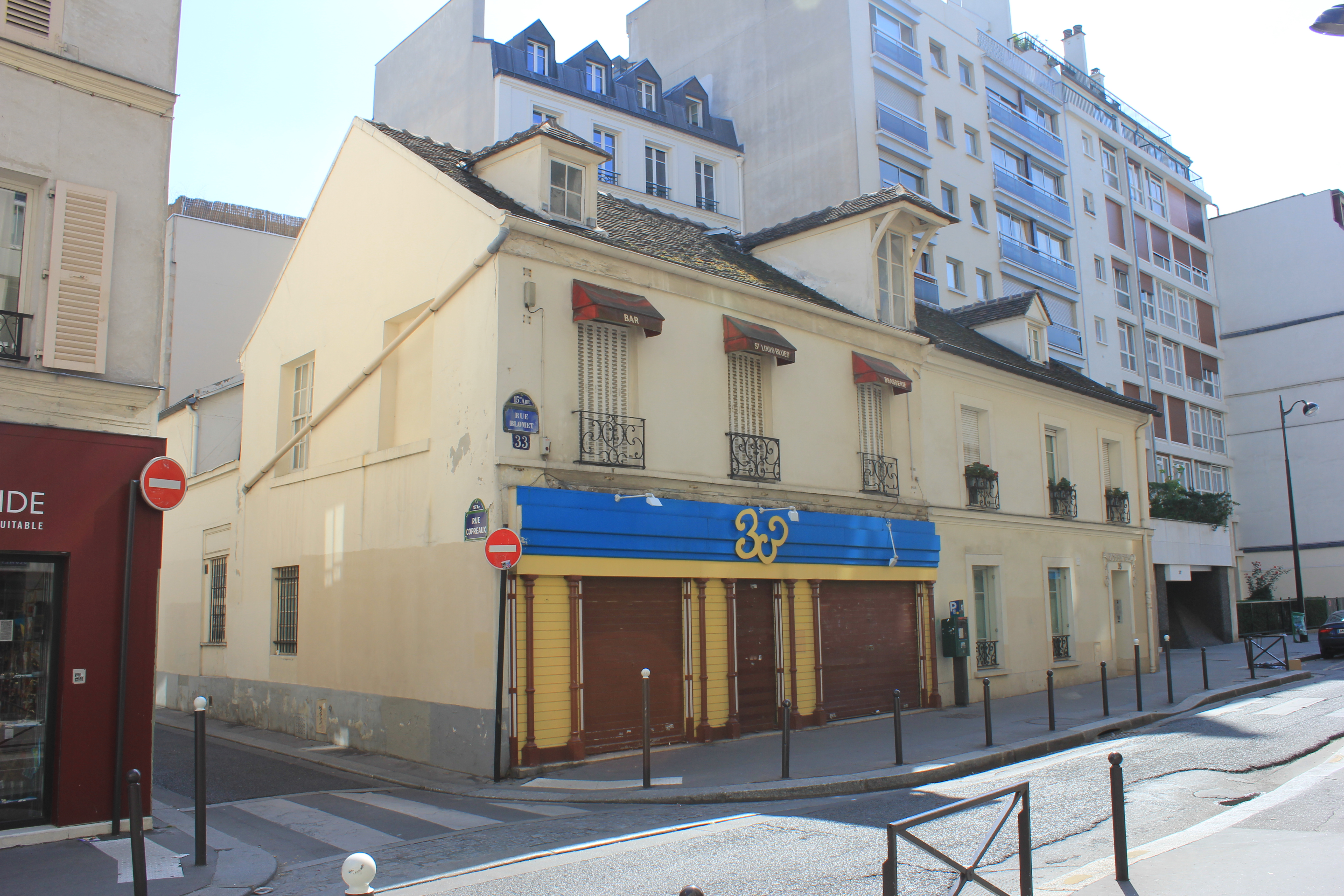
Ancienne ferme du XVIIIe siècle (dans laquelle fut fondé le Bal Nègre).